# Double Team
Double Team (Brasil: A Colônia / Portugal: Duplo Team) é um filme estadunidense, dirigido por Tsui Hark e estrelado por Jean-Claude Van Damme, Dennis Rodman e Mickey Rourke.

## Sinopse
Jack Quinn (Van Damme) é um agente antiterrorista que vai atrás da pista de Stavros (Mickey Rourke) um perigoso traficante de armas, em que será sua última. Quinn fracassa em sua caça a Stavros e será colocado na Colônia. A Colônia é uma espécie de retiro forçado para “agentes fracassados”, a obsessão de Quinn será escapar e resgatar a sua esposa grávida, que foi sequestrada por seu inimigo mortal, Stavros. Para tanto contará com a ajuda de Yazz (Dennis Rodman) um vendedor de armas pouco sensato e bastante excêntrico.

## Elenco
- Jean-Claude Van Damme como Jack Paul Quinn
- Dennis Rodman como Yaz
- Mickey Rourke como Stavros
- Natacha Lindinger como Kathryn Quinn
- Paul Freeman como Alex Goldsmythe

## Prêmios e indicações
Framboesa de Ouro
| Categoria             | Recipiente                            | Resultado |
| --------------------- | ------------------------------------- | --------- |
| Pior Nova Estrela     | Dennis Rodman                         | Venceu    |
| Pior Dupla            | Jean Claude Van Damme / Dennis Rodman | Venceu    |
| Pior Ator Coadjuvante | Dennis Rodman                         | Venceu    |